# ロックンロール・フーチー・クー
「ロックンロール・フーチー・クー」（原題：Rock and Roll, Hoochie Koo）は、アメリカ合衆国のロック・ミュージシャン、リック・デリンジャーの楽曲。デリンジャーが所属していたジョニー・ウィンター・アンドのアルバム『ジョニー・ウィンター・アンド』（1970年）が初出で、1973年にはデリンジャー初のソロ・アルバム『オール・アメリカン・ボーイ』でセルフ・カヴァーされた。
ジョニー・ウィンター・アンドのヴァージョンは7インチ・シングル（カタログ番号：4-45260）もリリースされたが、Billboard Hot 100入りは果たせなかった。一方、デリンジャーのセルフ・カヴァーは1974年にBillboard Hot 100で23位を記録し、ソロ名義では唯一の全米トップ40シングルとなった。また、デリンジャーはプロレス団体WWFの企画したアルバム『Piledriver: The Wrestling Album II』（1987年）に、ジーン・オーカーランドと共演した新録音のセルフ・カヴァーも提供している。

## ライヴにおける演奏
ジョニー・ウィンター・アンド解散後にデリンジャーが所属していたバンド、エドガー・ウィンターズ・ホワイト・トラッシュのライヴ・アルバム『ロードワーク』（1972年）には、ジョニー・ウィンターもゲスト参加した「ロックンロール・フーチー・クー」のライヴ音源が収録された。また、デリンジャーがダニー・ジョンソン、ケニー・アーロンソン、ヴィニー・アピスと共に結成したバンド、デリンジャー名義のライヴ・アルバム『Live』（1977年）にも、本作のライヴ・ヴァージョンが収録されている。
2010年、デリンジャーを新メンバーとして迎えたリンゴ・スター&ヒズ・オール・スター・バンドのツアーで本作がセットリスト入りした。

## 他メディアでの使用例
リック・デリンジャーによる「ロックンロール・フーチー・クー」は、『バッド・チューニング』（1993年）、『ロイヤル・セブンティーン』（2003年公開）、『バチェロレッテ あの子が結婚するなんて!』（2012年公開）といった映画のサウンドトラックで使用された。また、『RUSH/ラッシュ』（1991年）のサウンドトラックではジョニー・ウィンターのヴァージョンが使用された。
音楽ゲームの分野では、『ギターヒーロー2』で使用された。

## カヴァー
- スージー・クアトロ - アルバム『スージーからの伝言』（1978年）に収録[14]。
- 子供ばんど - アルバム『ジャイアント・ホップ・ステップ・ジャンプ』（1981年）に収録。子供ばんどは後にデリンジャーと親交を深め[15]、アルバム『HEART BREAK KIDS』のプロデュースを受ける。
- 松本孝弘 - カヴァー・アルバム『Rock'n Roll Standard Club』（1996年）に収録。
- ジョー・リン・ターナー – カヴァー・アルバム『アンダー・カヴァー2』（1999年）に収録[16]。
- ナッシュヴィル・プッシー（英語版） - アルバム『セイ・サムシング・ナスティ』（2002年）に収録[17]。
- レス・ポール - アルバム『レス・ポール・トリビュート』（2005年）に、ケニー・ウェイン・シェパード、エドガー・ウィンター、ノア・ハントをフィーチャリング・ゲストとして迎えたカヴァーを収録[18]。
- Superfly - シングル「My Best Of My Life」（2009年）のカップリング曲として発表[19]。2010年のシングル「Wildflower & Cover Songs:Complete Best 'TRACK 3'」のDisc 2にも再収録された。